# Battlefield
Battlefield (v překladu „bitevní pole“) je série počítačových her žánru first-person shooter. Začátek série je datován na rok 2002, kdy vyšel první díl, Battlefield 1942. Zatím poslední díl, Battlefield 2042, byl vydán 19. listopadu 2021. Předposlední díl, Battlefield V, byl vydán 9. listopadu 2018 pro členy služby Origin Access Premier. Pro předplatitele deluxe edice byl ale přístupný od 15. listopadu 2018 a pro ostatní zákazníky byl zpřístupněn až od 20. listopadu 2018. Vývojářem všech her je společnost EA Digital Illusions CE, vydavatelem pak EA Games. V České republice je vydavatelem EA Czech.

## Charakter série
Všechny díly Battlefieldu spojuje jediné - jedná se o převážně multiplayerové hry, které kladou malý důraz na singleplayerovou část. U tohoto typu her se často vyskytují nedostatky umělé inteligence. Battlefield na rozdíl od jiných multiplayerových titulů (například Quake 3 nebo Unreal Tournament) klade větší důraz na taktickou složku. Zajímavým prvkem je i to, že si hráč může před hraním zvolit svoji roli v týmu (např. odstřelovač, ženista nebo medik). Až na třináctý díl Battlefield Hardline, který je zaměřený na policejní složky, jsou všechny ostatní díly Battlefieldu z armádního prostředí. Pokud tedy mají příběh, odehrává se většinou v prostředí skutečného, či fiktivního válečného konfliktu.
Battlefield vyniká i tím, že hráčům nabízí užití velkého množství vojenské techniky. Hráčům je k dispozici technika kolová, pásová, lehká i obrněná. K dispozici je také technika letecká nebo námořní.

## Seznam her
| Rok vydání | Název                                  | Engine        | Platformy                                              | Poznámky                                   |
| ---------- | -------------------------------------- | ------------- | ------------------------------------------------------ | ------------------------------------------ |
| 2002       | Battlefield 1942                       | Refractor     | Microsoft Windows, OS X                                |                                            |
| 2003       | Battlefield 1942: Road to Rome         | Refractor     | Microsoft Windows, OS X                                | datadisky do hry Battlefield 1942          |
| 2003       | Battlefield 1942: Secret Weapons       | Refractor     | Microsoft Windows, OS X                                | datadisky do hry Battlefield 1942          |
| 2004       | Battlefield Vietnam                    | Refractor     | Microsoft Windows                                      |                                            |
| 2005       | Battlefield 2: Modern Combat           | RenderWare    | PS2, Xbox, Xbox 360                                    |                                            |
| 2005       | Battlefield 2                          | Refractor 2   | Microsoft Windows                                      |                                            |
| 2005       | Battlefield 2: Special Forces          | Refractor 2   | Microsoft Windows                                      | datadisky do hry Battlefield 2             |
| 2006       | Battlefield 2: Euro Force              | Refractor 2   | Microsoft Windows                                      | datadisky do hry Battlefield 2             |
| 2006       | Battlefield 2: Armored Fury            | Refractor 2   | Microsoft Windows                                      | datadisky do hry Battlefield 2             |
| 2006       | Battlefield 2142                       | Refractor 2   | Microsoft Windows, OS X                                |                                            |
| 2007       | Battlefield 2142: Northern Strike      | Refractor 2   | Microsoft Windows                                      | datadisk do hry Battlefield 2142           |
| 2008       | Battlefield: Bad Company               | Frostbite 1.0 | PS3, Xbox 360                                          |                                            |
| 2009       | Battlefield Heroes                     | Refractor 2   | Microsoft Windows                                      |                                            |
| 2009       | Battlefield 1943                       | Frostbite 1.5 | PS3, Xbox 360                                          |                                            |
| 2010       | Battlefield: Bad Company 2             | Frostbite 1.5 | Microsoft Windows, PS3, Xbox 360                       |                                            |
| 2010       | Battlefield: Bad Company 2: Vietnam    | Frostbite 1.5 | Microsoft Windows, PS3, Xbox 360                       | datadisk do hry Battlefield: Bad Company 2 |
| 2010       | Battlefield Online                     | Refractor 2   | Microsoft Windows                                      |                                            |
| 2011       | Battlefield Play4Free                  | Refractor 2   | Microsoft Windows                                      |                                            |
| 2011       | Battlefield 3                          | Frostbite 2.0 | Microsoft Windows, PS3, Xbox 360                       |                                            |
| 2011       | Battlefield 3: Back to Karkand         | Frostbite 2.0 | Microsoft Windows, PS3, Xbox 360                       | datadisky do hry Battlefield 3             |
| 2012       | Battlefield 3: Close Quarters          | Frostbite 2.0 | Microsoft Windows, PS3, Xbox 360                       | datadisky do hry Battlefield 3             |
| 2012       | Battlefield 3: Armored Kill            | Frostbite 2.0 | Microsoft Windows, PS3, Xbox 360                       | datadisky do hry Battlefield 3             |
| 2012       | Battlefield 3: Aftermath               | Frostbite 2.0 | Microsoft Windows, PS3, Xbox 360                       | datadisky do hry Battlefield 3             |
| 2013       | Battlefield 3: End Game                | Frostbite 2.0 | Microsoft Windows, PS3, Xbox 360                       | datadisky do hry Battlefield 3             |
| 2013       | Battlefield 4                          | Frostbite 3.0 | Microsoft Windows, PS3, Xbox 360, PS4, Xbox One        |                                            |
| 2013       | Battlefield 4: China Rising            | Frostbite 3.0 | Microsoft Windows, PS3, Xbox 360, PS4, Xbox One        | datadisky do hry Battlefield 4             |
| 2013/2014  | Battlefield 4: Second Assault          | Frostbite 3.0 | Microsoft Windows, PS3, Xbox 360, PS4, Xbox One        | datadisky do hry Battlefield 4             |
| 2014       | Battlefield 4: Naval Strike            | Frostbite 3.0 | Microsoft Windows, PS3, Xbox 360, PS4, Xbox One        | datadisky do hry Battlefield 4             |
| 2014       | Battlefield 4: Dragon's Teeth          | Frostbite 3.0 | Microsoft Windows, PS3, Xbox 360, PS4, Xbox One        | datadisky do hry Battlefield 4             |
| 2014       | Battlefield 4: Final Stand             | Frostbite 3.0 | Microsoft Windows, PS3, Xbox 360, PS4, Xbox One        | datadisky do hry Battlefield 4             |
| 2015       | Battlefield 4: Weapons Crate           | Frostbite 3.0 | Microsoft Windows, PS3, Xbox 360, PS4, Xbox One        | datadisky do hry Battlefield 4             |
| 2015       | Battlefield 4: Night Operations        | Frostbite 3.0 | Microsoft Windows, PS3, Xbox 360, PS4, Xbox One        | datadisky do hry Battlefield 4             |
| 2015       | Battlefield 4: Community Operations    | Frostbite 3.0 | Microsoft Windows, PS3, Xbox 360, PS4, Xbox One        | datadisky do hry Battlefield 4             |
| 2015       | Battlefield 4: Legacy operations       | Frostbite 3.0 | Microsoft Windows, PS4, Xbox One                       | datadisky do hry Battlefield 4             |
| 2015       | Battlefield Hardline                   | Frostbite 3.0 | Microsoft Windows, PS3, Xbox 360, PS4, Xbox One        |                                            |
| 2015       | Battlefield Hardline: Robbery          | Frostbite 3.0 | Microsoft Windows, PS3, Xbox 360, PS4, Xbox One        | datadisky do hry Battlefield Hardline      |
| 2015       | Battlefield Hardline: Robbery          | Frostbite 3.0 | Microsoft Windows, PS3, Xbox 360, PS4, Xbox One        | datadisky do hry Battlefield Hardline      |
| 2015       | Battlefield Hardline: Blackout         | Frostbite 3.0 | Microsoft Windows, PS3, Xbox 360, PS4, Xbox One        | datadisky do hry Battlefield Hardline      |
| 2016       | Battlefield Hardline: Getaway          | Frostbite 3.0 | Microsoft Windows, PS3, Xbox 360, PS4, Xbox One        | datadisky do hry Battlefield Hardline      |
| 2016       | Battlefield Hardline: Betrayal         | Frostbite 3.0 | Microsoft Windows, PS3, Xbox 360, PS4, Xbox One        | datadisky do hry Battlefield Hardline      |
| 2016       | Battlefield 1                          | Frostbite 3.0 | Microsoft Windows, PS4, Xbox One                       |                                            |
| 2017       | Battlefield 1: They Shall Not Pass     | Frostbite 3.0 | Microsoft Windows, PS4, Xbox One                       | datadisky do hry Battlefield 1             |
| 2017       | Battlefield 1: In the Name of the Tsar | Frostbite 3.0 | Microsoft Windows, PS4, Xbox One                       | datadisky do hry Battlefield 1             |
| 2017       | Battlefield 1: Turning Tides           | Frostbite 3.0 | Microsoft Windows, PS4, Xbox One                       | datadisky do hry Battlefield 1             |
| 2018       | Battlefield 1: Apocalypse              | Frostbite 3.0 | Microsoft Windows, PS4, Xbox One                       | datadisky do hry Battlefield 1             |
| 2018       | Battlefield V                          | Frostbite 3.0 | Microsoft Windows, PS4, Xbox One                       |                                            |
| 2021       | Battlefield 2042                       | Frostbie 4.0  | Microsoft Windows, PS4, PS5, Xbox One, Xbox Series X/S |                                            |